# Mejaniga
Mejaniga è una frazione del comune sparso di Cadoneghe, in provincia di Padova. Con i suoi 11 434 abitanti è la frazione più popolosa del comune.

## Geografia fisica
La frazione è collocata a ovest rispetto alla località principale di Cadoneghe. La frazione, d'altronde come l'intero comune, ha visto un'importante crescita demografica, accompagnata a un incremento dell'urbanizzazione, in particolare tra gli anni 1960 e gli anni 1990.

## Origini del nome
Si ritiene quasi certo che il nome Mejaniga derivi da Aemilianus (Emiliano), forse uno dei primi assegnatari del fundus nella centuriazione romana.
Salomonio, in una pubblicazione del 1654, scriveva:
Nel documento del 1047 sopracitato da Salomino si legge che l'arcivescovo Bernardo donò dei terreni, alcuni dei quali si trovavano "intra vico Millanica", da cui deriverebbe l'attuale nome di Mejaniga.
Nello statuto del 1265, poi, il luogo viene chiamato "Millanica a Brenta".

## Storia
Il territorio di Cadoneghe e con esso Mejaniga fa parte della centuriazione romana, meglio conosciuta come Graticolato Romano "Cis Musonem". I Romani in questa zona fecero delle bonifiche rendendo l'area abitabile. Pare che ad alcuni legionari licenziati da Augusto furono assegnate queste terre.
Dopo la caduta dell'Impero Romano seguirono le invasioni barbariche: la scia di distruzione culminò con la grande alluvione del 589 che vide lo straripamento dei fumi Adige, Bacchiglione e Brenta. I territori circostanti diventarono quindi paludosi e malsani. Questa calamità durò anni e provocò la rovina della zona.
Nel XII secolo l'area era circondata da un vasto bosco che si estendeva su entrambe le rive del fiume fino a Mejaniga, chiamato "Silva de Brenta".
Sembra che sullo stesso luogo dove sorge l'attuale chiesa parrocchiale vi fosse un castello, e che accanto sorgeva un oratorio. Questo castello risulta peraltro presente in una pianta delle fortificazioni del Graticolato Romano. La costruzione fu comprata dalla potente famiglia "Da Nono", che aveva possedimenti in tutto il padovano e in tutta la Marca trevigiana. Successivamente il castello fu abbandonato, e i resti vennero usati per costruire le mura di Cittadella. L'esponente più importante che amministrava a Mejaniga fu Giovanni Da Nono (1276-1346).
A ridosso del viale principale, verso sud, è visibile ancora oggi un lieve avvallamento. Questo corrisponde all'antico letto del fiume Brenta, il cui corso è stato modificato nel 1812. Nelle mappe catastali di metà '800 è ancora visibile l'antico assetto geografico del fiume. I confini politici risentono tuttora dell'antico tracciato: la parte a sud rispetto all'avvallamento è ancora parte del comune di Padova.

## Monumenti e luoghi di interesse
A Mejaniga si trova la sede comunale di Cadoneghe.
La parrocchia presente nella frazione, dedicata a Sant'Antonino Presbitero e Martire, fu costruita nel 717.

## Sport
A Mejaniga inoltre sorgono lo stadio Martin Luther King e il circolo tennis Cadoneghe.